# Josip Pagliaruzzi
Josip Pagliaruzzi (psevdonim Krilan), slovenski pravnik,  pesnik in pisatelj, * 26. maj 1859, Kobarid, † 1. marec 1885, Gorica.

## Življenjepis
Josip se je rodil kot predzadnji izmed 8 otrok Izidorju ter Mariji roj. Kurinčič. Po maturi v Gorici je na Dunaju je doštudiral pravo ter nekaj časa služboval na deželnem sodišču v Gorici.
Po smrti očeta v letu 1884 je prevzel vodenje družinskih poslov, vendar je ob delu, doktorskem študiju ter vnemi za literarno ustvarjanje zbolel in komaj 25-leten umrl.
Kot pesnik je ustvaril okoli 300 pesmi, od teh je bilo objavljenih manj kot 20, skoraj vse v Ljubljanskem zvonu. Pisal je tudi idilične črtice.

## Dela
- Poezije I. (COBISS)
- Poezije II. (COBISS)
- Zbrani spisi III. (COBISS)